# 샷/리버스 샷
샷/리버스 샷(Shot/reverse shot) 또는 샷/카운터샷(shot/countershot)은 한 캐릭터가 다른 캐릭터를 바라보고 있는 모습을 보여주고(종종 화면 밖에서), 다른 캐릭터가 첫 번째 캐릭터를 돌아보는 모습을 보여주는 영화 기법이다. 등장인물들이 반대 방향을 바라보고 있기 때문에 관객은 그들이 서로를 바라보고 있다고 가정한다.

## 문맥
샷/리버스샷은 "고전적인" 헐리우드 스타일의 연속성(콘티뉴이티) 편집의 한 기능으로, 관객이 선형적, 시간순, 논리적으로 전개되는 하나의 연속적인 동작을 인지할 수 있도록 샷 간의 전환을 덜 강조한다. 아이라인 매치의 한 예시이다.